# Gerhard Hein

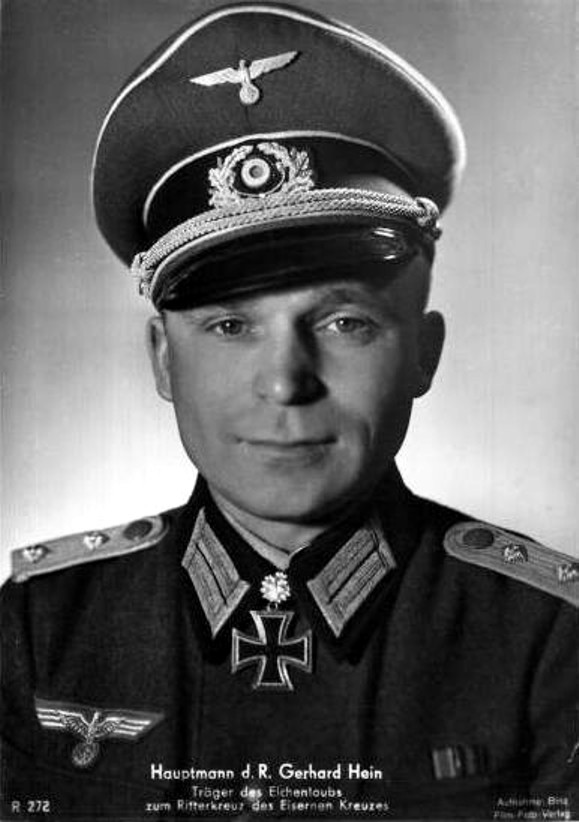
Hauptmann Gerhard Hein

Gerhard Hein, ursprünglich Gerhard Franz Philippczyk (* 9. Juli 1916 in Klein Paniow; † 6. Juni 2008 in Harrislee) war ein deutscher Offizier im Zweiten Weltkrieg. Als Soldat hoch dekoriert übernahm er nach mehreren Verwundungen die Inspektion der Wehrertüchtigungslager der Hitlerjugend und war maßgeblich am Aufbau der 12. SS-Panzer-Division „Hitlerjugend“ beteiligt. Als Angehöriger der Waffen-SS kommandierte Hein gegen Kriegsende auch ein Regiment der Division. Anfang der 1950er Jahre betätigte er sich als Geschäftsführer der neutralistischen, von der SED finanzierten Soldatenvereinigung „Führungsring ehemaliger Soldaten“.

## Leben
Hein besuchte die Volksschule in Gleiwitz und absolvierte eine Lehre zum Reviersteiger im Bergbau. Ab November 1931 gehörte er der Hitlerjugend (HJ) an und wurde Standortführer der HJ in Oberschlesien. Von Mai 1933 bis Juni 1934 war Hein im Reichsarbeitsdienst, von 1936 bis 1938 in der Wehrmacht, zuletzt im Rang eines Gefreiten. Im Dezember 1938 änderte er seinen Namen von Philippczyk auf Hein. 1939 besuchte Hein die Landführerschule und wurde anschließend Landjahrführer im schleswig-holsteinischen Trüning. April 1940 trat er der NSDAP bei (Mitgliedsnummer 7.595.754).
Von September 1939 an nahm Hein als Infanterist am Zweiten Weltkrieg teil. Als Unteroffizier nahm er 1940 am Westfeldzug teil. Er wurde mit dem Eisernen Kreuz Erster und Zweiter Klasse ausgezeichnet und zum Feldwebel befördert. Im September 1940 erhielt er als Angehöriger des Infanterieregiments 209 für seinen Einsatz bei der Eroberung der Festung Toul das Ritterkreuz des Eisernen Kreuzes. Am Überfall auf die Sowjetunion nahm Hein als Leutnant teil. Als Oberleutnant erhielt er im September 1942 das Eichenlaub zum Ritterkreuz, nach Einschätzung der Reichsjugendführung als „erste[r] Infanterist der gesamten Wehrmacht, […] außer den Generälen der Infanterie“. Er wurde außerdem mit der Ostmedaille und dem Verwundetenabzeichen in Silber ausgezeichnet.
Als Hein nach dreimaliger Verwundung nicht mehr fronteinsatzfähig war, erhielt er von Gauleiter Arthur Greiser einen Bauernhof im Landkreis Gnesen/Wartheland als Dotation im Wert von RM 100.000 und war somit „Wehrbauer“. Er wurde jedoch von der Reichsjugendführung reklamiert und fungierte ab Oktober 1942 im Rang eines Bann-, später eines Oberbannführers als Reichsinspekteur der Wehrertüchtigungslager der HJ. Er war maßgeblich am Aufbau der 12. SS-Panzer-Division „Hitlerjugend“ beteiligt. Danach übernahm er ein Kommando in der RJF-Befehlsstelle „Adria Küstenland“. Ab Mai 1944 gehörte er der Waffen-SS an. Als SS-Hauptsturmführer kommandierte er ein Bataillon, ab Januar 1945 als SS-Sturmbannführer ein Regiment der 12. SS-Panzerdivision „Hitlerjugend“ in Ungarn. Im April 1945 wurde Hein zum Oberstleutnant befördert und zum Stab des Generalfeldmarschalls Ernst Busch bei der Regierung Dönitz versetzt.
In der jungen Bundesrepublik Deutschland engagierte sich Hein im Bereich der Soldaten- und Veteranenverbände am rechten Rand des politischen Spektrums, die verdeckt von der SED finanziert und beeinflusst wurden. Hein war in Schleswig-Holstein für den Landesausschuss der Nationalen Front tätig und soll von der Gesellschaft für Osthandel DM 450 im Monat zuzüglich Spesen bezogen haben. Er übernahm die Geschäftsführung des Anfang Juni 1951 auf Initiative von KPD und SED begründeten Führungsrings ehemaliger Soldaten. Diese Organisation verfolgte aus taktischen Gründen eine nationalneutralistische Linie, die sich gegen die Wiederbewaffnung der Bundesrepublik Deutschland richtete. Dem Präsidium gehörten unter anderem Herbert Münchow, Oberstleutnant a. D. Hanns Baier und General a. D. Max Schrank, einst Kommandeur der 5. Gebirgsdivision an, zeitweilig auch Gerda-Luise Dietl, die Witwe Eduard Dietls. 1952 zerbrach die Organisation, als Hein die angestrebte Zusammenarbeit mit der Notgemeinschaft für den Frieden Europas kritisierte und Baier und Schrank öffentlich beschuldigte, den Führungsring kommunistisch unterwandert zu haben. Das Bundesinnenministerium erklärte den Führungsring zur kommunistischen Tarnorganisation, während SED und KPD, ohnehin mit der Arbeit des Führungsringes unzufrieden, die Finanzierung stoppten. Der Führungsring zerfiel und löste sich 1953 offiziell auf.